# Finale della Coppa dei Campioni 1981-1982
La finale della 27ª edizione di Coppa dei Campioni si disputò il 26 maggio 1982 presso lo Stadion Feijenoord di Rotterdam tra gli inglesi dell'Aston Villa e i tedeschi occidentali del Bayern Monaco. All'incontro assistettero circa 46 000 spettatori. La partita, arbitrata dal francese Georges Konrath, vide la vittoria per 1-0 della squadra britannica.

## Le squadre
| Squadre       | Partecipazioni precedenti (il grassetto indica la vittoria) |
| ------------- | ----------------------------------------------------------- |
| Aston Villa   | Nessuna                                                     |
| Bayern Monaco | 3 (1974, 1975, 1976)                                        |

## Il cammino verso la finale
L'Aston Villa di Tony Barton, campione d'Inghilterra, esordì contro gli islandesi del Valur, superati agilmente con un risultato complessivo di 7-0. Agli ottavi di finale la BFC Dynamo fu battuta in casa per 2-1, ma poi vinse la partita di ritorno in Inghilterra per 1-0. Il risultato fu comunque inutile, visto che a passare il turno fu l'Aston Villa grazie alla regola dei gol fuori casa. Ai quarti i Villans affrontarono i sovietici della Dinamo Kiev, pareggiando 0-0 a Sinferopoli e vincendo 2-0 a Birmingham. In semifinale i belgi dell'Anderlecht furono eliminati grazie al gol di Tony Morley nella vittoria per 1-0 al Villa Park, in virtù dello 0-0 maturato nel ritorno a Bruxelles. All'esordio nella competizione, l'Aston Villa raggiunse subito la finale.
Il Bayern Monaco di Pál Csernai, campione di Germania, iniziò il cammino europeo contro gli svedesi dell'Öster, avendo la meglio con un risultato aggregato di 6-0. Agli ottavi di finale i tedeschi occidentali affrontarono e sconfissero i campioni di Portogallo del Benfica con un 4-1 nella gara di ritorno all'Olympiastadion, dopo che l'andata al da Luz la partita si era conclusa a reti inviolate. Ai quarti il Bayern ebbe la meglio della squadra rivelazione del torneo, i rumeni dell'FCU Craiova, con un risultato complessivo di 3-1. In semifinale i tedeschi trovarono i bulgari del CSKA Sofia, che avevano eliminato ai quarti i campioni uscenti del Liverpool. All'andata, sotto di tre gol, il Bayern riuscì a limitare i danni uscendo sconfitto dal Vasil Levski per 4-3, mentre che nella partita di ritorno a Monaco di Baviera non ci fu storia e la squadra di Sofia fu sconfitta dalle doppiette di Paul Breitner e Karl-Heinz Rummenigge con un largo 4-0.

## La partita

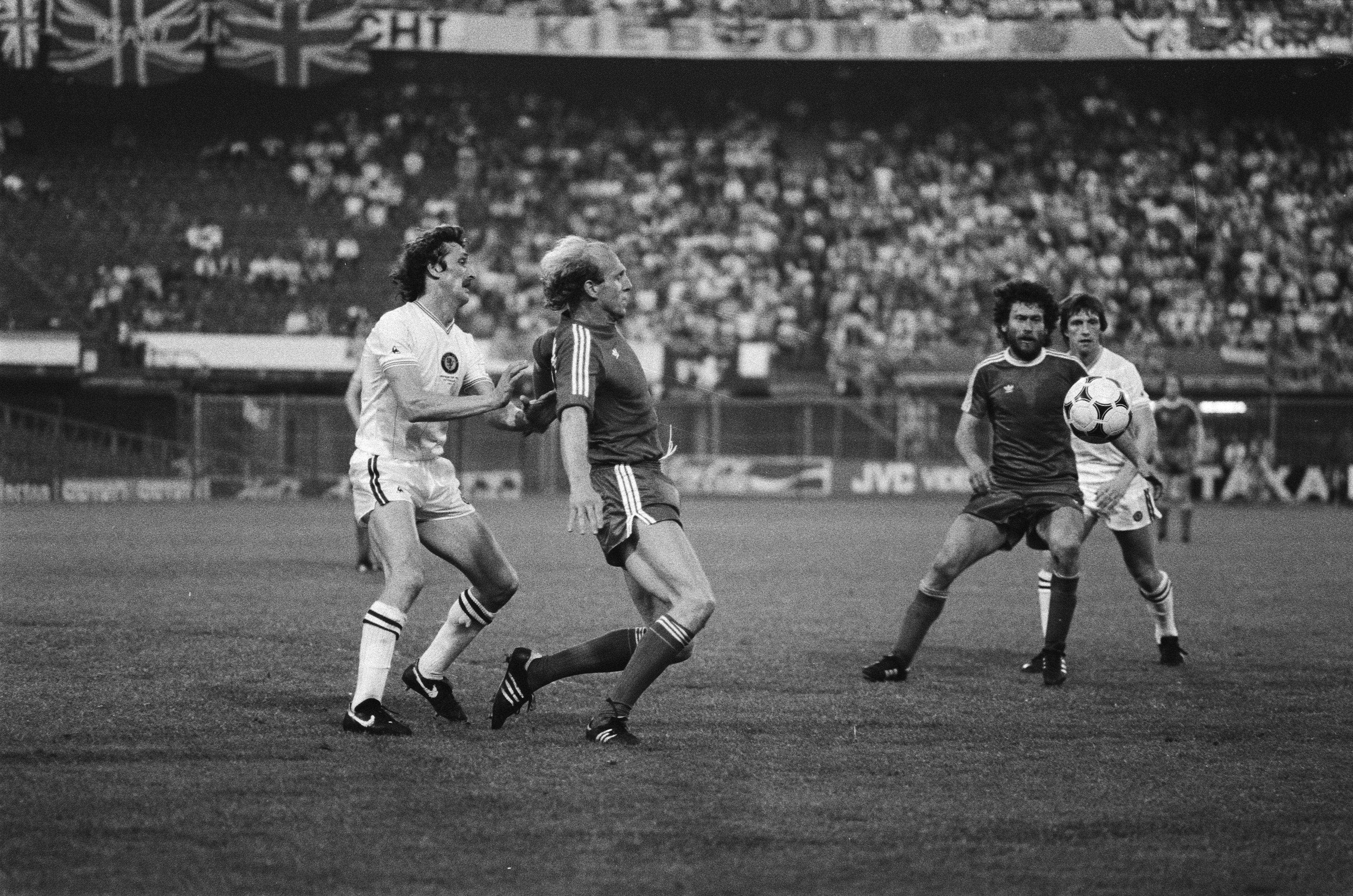
I bavaresi Hoeness e Breitner in azione nella finale di Rotterdam

A Rotterdam va in scena una finale inedita tra l'Aston Villa, all'esordio nel torneo, e il Bayern Monaco, già vincitore di tre Coppe dei Campioni. I bavaresi partono col favore dei pronostici, avendo a disposizione una squadra molto tecnica e soprattutto tre attaccanti capaci di segnare 18 reti nel corso della competizione. Dall'altra parte l'Aston Villa non ha nessuna stella in particolare, ma si è dimostrata una squadra molto compatta capace di arrivare fino in fondo facendo della difesa il proprio punto forte (aveva subito solo 2 reti, dalla Dinamo Berlino). La partita sembra mettersi subito male per i Villans che perdono per infortunio, dopo meno di dieci minuti, il portiere titolare Jimmy Rimmer. È il Bayern a fare la partita, ma gli attaccanti bavaresi non riescono a fare breccia nella difesa dell'Aston Villa che imposta una gara di contenimento.
La ripresa segue il medesimo copione del primo tempo, col Bayern Monaco riversato in avanti alla ricerca del gol. Gli attacchi dei tedeschi sono estenuanti e, nel momento in cui i calciatori si rilassano per riprendere fiato, l'Aston Villa ne approfitta per ripartire in contropiede con Tony Morley, che dopo una lunga cavalcata sulla sinistra serve al centro dell'area la palla a Peter Withe, che di piatto mette dentro il gol dell'1-0. I calciatori del Bayern, stanchi e avviliti, non riescono a rimontare il passivo e così l'Aston Villa vince la Coppa dei Campioni al primo tentativo. Si è trattato inoltre della sesta vittoria consecutiva di una squadra inglese.

## Tabellino
| Arbitro: | Georges Konrath |

|           |           |  |
| Withe 67’ | Marcatori |  |

| Aston Villa | Bayern Monaco |

| Aston Villa   |    |                 |     |    |
|               |    |                 |     |    |
| P             | 1  | Jimmy Rimmer    |     | 9’ |
| D             | 2  | Kenny Swain     |     |    |
| D             | 3  | Gary Williams   | 38’ |    |
| D             | 4  | Allan Evans     |     |    |
| D             | 5  | Ken McNaught    |     |    |
| C             | 6  | Dennis Mortimer |     |    |
| C             | 7  | Des Bremner     |     |    |
| A             | 8  | Gary Shaw       |     |    |
| A             | 9  | Peter Withe     |     |    |
| C             | 10 | Gordon Cowans   |     |    |
| A             | 11 | Tony Morley     |     |    |
| Sostituzioni: |    |                 |     |    |
| P             | 16 | Nigel Spink     |     | 9’ |
| D             |    | Colin Gibson    |     |    |
| C             |    | Andy Blair      |     |    |
| C             |    | Pat Heard       |     |    |
| A             |    | David Geddis    |     |    |
| Allenatore:   |    |                 |     |    |
| Tony Barton   |    |                 |     |    |

| Bayern Monaco |    |                       |  |     |
|               |    |                       |  |     |
| P             | 1  | Manfred Müller        |  |     |
| D             | 2  | Wolfgang Dremmler     |  |     |
| D             | 3  | Udo Horsmann          |  |     |
| D             | 4  | Hans Weiner           |  |     |
| D             | 5  | Klaus Augenthaler     |  |     |
| C             | 6  | Wolfgang Kraus        |  | 78’ |
| C             | 7  | Bernd Dürnberger      |  |     |
| C             | 8  | Paul Breitner         |  |     |
| A             | 9  | Dieter Hoeneß         |  |     |
| C             | 10 | Reinhold Mathy        |  | 51’ |
| A             | 11 | Karl-Heinz Rummenigge |  |     |
| Sostituzioni: |    |                       |  |     |
| C             |    | Günter Güttler        |  | 51’ |
| C             |    | Kurt Niedermayer      |  | 78’ |
| P             |    | Walter Junghans       |  |     |
| Allenatore:   |    |                       |  |     |
| Pál Csernai   |    |                       |  |     |